# Peter Cran

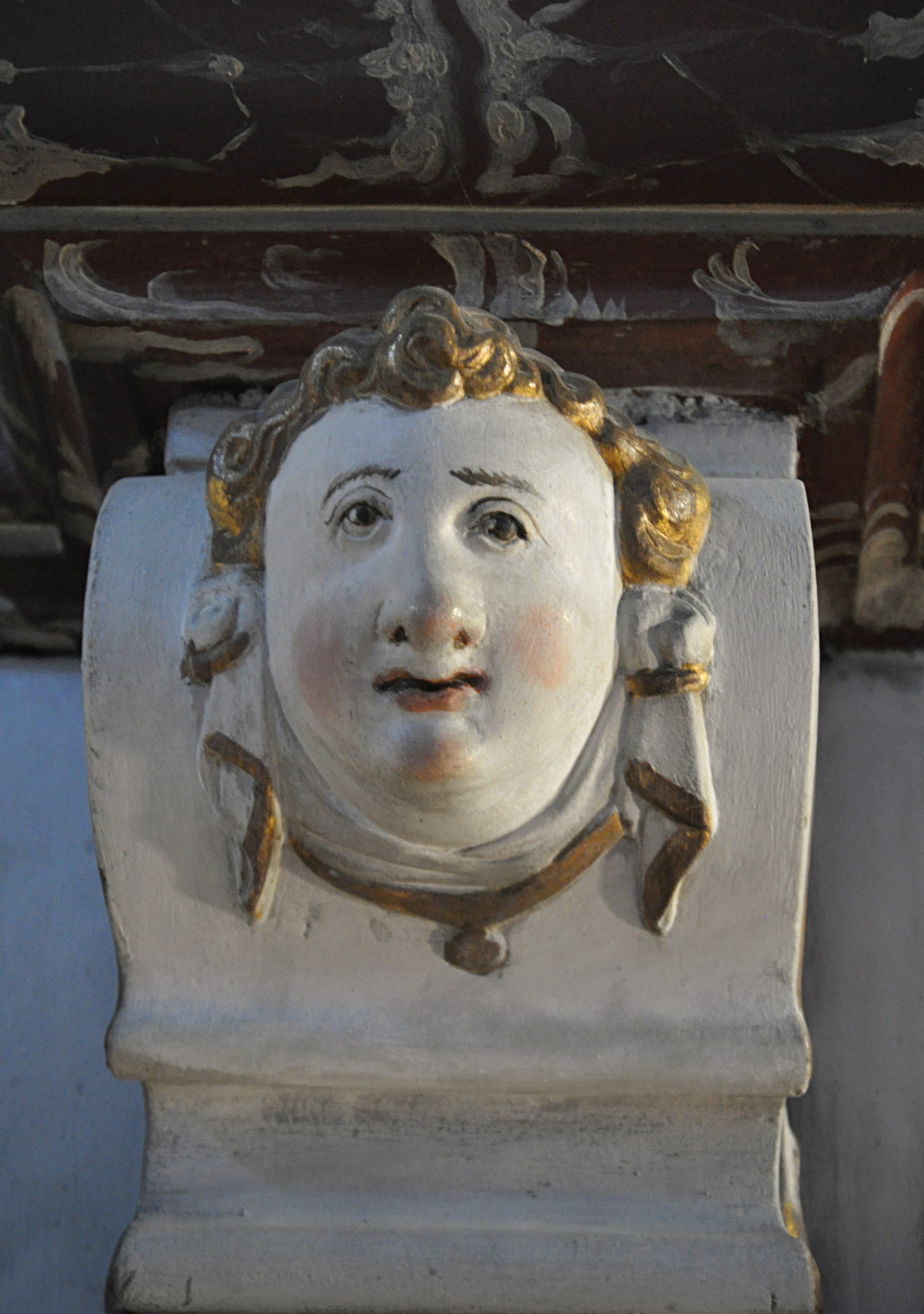
Detaljbild av Peter Crans epitafium i Öja kyrka.

Peter Cran, död 1643 i Visby, var en stenbildhuggare.
Cran härstammade troligen från Republiken Förenade Nederländerna och var verksam som sten- och bildhuggare på Gotland under 1600-talets första hälft. Bland hans källbelagda arbeten märks altaruppsatser för Fröjels kyrka 1634 och Öja kyrka 1643 samt ett epitafium i Öja kyrka 1643.  